# Список правителів Монако
Нижче наведено список правителів Монако. Більшість належать дому Грімальді; відзначаються винятки, які складаються переважно з адміністраторів князівства в періоди іноземної окупації.

## Історія
Рід Грімальді, що походить від Отто Канелли, державного діяча Генуезької республіки, і отримав своє ім'я від його сина Грімальдо, був давнім і видатним генуезьким родом, що належав до гвельфів. Під час громадянської війни в Генуї між гвельфами та гібелінами 1271 року членам цього роду було заборонено в'їзд до Генуї, і вони знайшли притулок у Монако.
Франсуа Грімальді захопив Скелю Монако в 1297 році, започаткувавши династію Грімальдіі, що перебувала під генуезьким суверенітетом. Грімальді заволоділи Ментон у 1346 році та Рокбрюн у 1355 році, розширивши свої володіння. Ці два міста (приблизно 95 % території країни) врешті-решт відійшли до Франції за франко-монезьким договором 1861 року.
Грімальді носили титул лорда до 1612 року. Тоді лорд Оноре II почав використовувати титул принца, ставши тим самим першим князем Монако. Згодом Оноре II домігся визнання свого незалежного суверенітету від Іспанії в 1633 році, а потім від Франції за Пероннським договором у 1641 році. Відтоді територія залишається під контролем родини Грімальді до сьогодні, за винятком періоду, коли вона перебувала під контролем Франції з 24 лютого 1793 року по 17 травня 1814 року.

## Правителі Монако
| Ім'я (Народження-Смерть)                                     | Портрет | Початок правління | Кінець правління  | Примітки |
| ------------------------------------------------------------ | ------- | ----------------- | ----------------- | --- |
| Франческо Грімальді (?–1309)                                 |         | 8 січня 1297      | 10 квітня 1301    | - Франсуа Грімальді був лідером групи генуезців, які захопили Скелю Монако. - Його двоюрідний брат Реньє був першим Грімальді правителем області, відомої зараз як Монако |
| Реньє I, лорд Кань (1267–1314)                               |         | 8 січня 1297      | 10 квітня 1301    | - Франсуа Грімальді був лідером групи генуезців, які захопили Скелю Монако. - Його двоюрідний брат Реньє був першим Грімальді правителем області, відомої зараз як Монако |
| Під генуезьким контролем з 10 квітня 1301 по 12 вересня 1331 |         |                   |                   | |
| Сеньйори Монако                                              |         |                   |                   | |
| Карл I (?–1357)                                              |         | 12 вересня 1331   | серпня 1357       | - Син Реньє I, він повернув Скелю у генуезців. - Завоював Ментон (1346) і Рокбрюн-Кап-Мартен (1355). - Після 29 червня 1352 співправління з - Антоніо (?-1358), молодший брат Реньє I - Реньє II (1350—1407), син Карла I - Габріель, син Карла I |
| Реньє II (1350–1407)                                         |         | 29 червня 1352    | 15 серпня 1357    | - Син Карла I - Співправитель з 29 червня 1352 - Поступився Монако обложеним генуезцям за 20 000 фл., але зберіг за собою Ментон і Рокбрюн-Кап-Мартен. |
| Під генуезьким контролем з 15 серпня 1357 по січень 1395     |         |                   |                   | |
| Луї (?–1402)                                                 |         | січня 1395        | 19 грудня 1395    | - Син Карла I - Правив спільно з Жаном I |
| Жан I (1382–1454)                                            |         | січня 1395        | 19 грудня 1395    | - Син Реньє II - Правив спільно з Людовиком |
| Під генуезьким контролем з 19 грудня 1395 по 11 травня 1397  |         |                   |                   | |
| Луї (?–1402)                                                 |         | 11 травня 1397    | 5 листопада 1402  | |
| Під генуезьким контролем з 5 листопада 1402 по 5 червня 1419 |         |                   |                   | |
| Жан I (1382–1454)                                            |         | 5 червня 1419     | 8 травня 1454     | - Сини Реньє II, Жан, Амбруаз і Антуан, викупили Монако у Генуї і спільно правили ним до 1427 року. Після смерті Антуана Жан викупив своїх братів в обмін на владу над Ментоном і Рокбрюном. - Монако було окуповано Міланським герцогством під правлінням генуезця Бьяджіо Ассерето з 3 жовтня по листопад 1436 року.. - 20 листопада 1441 року Жан здобув суверенітет для Монако. - Заповіт Жана замінив Закон Саліки на Закон про першородство з перевагою чоловічої статі, дозволивши таким чином успадкування за жіночим принципом (тодішня британська система). - на Закон про першородство з перевагою чоловічої статі, дозволивши таким чином успадкування за жіночим принципом (тодішня британська система). |
| Амбруаз (?–1433)                                             |         | 5 червня 1419     | 1427              | - Сини Реньє II, Жан, Амбруаз і Антуан, викупили Монако у Генуї і спільно правили ним до 1427 року. Після смерті Антуана Жан викупив своїх братів в обмін на владу над Ментоном і Рокбрюном. - Монако було окуповано Міланським герцогством під правлінням генуезця Бьяджіо Ассерето з 3 жовтня по листопад 1436 року.. - 20 листопада 1441 року Жан здобув суверенітет для Монако. - Заповіт Жана замінив Закон Саліки на Закон про першородство з перевагою чоловічої статі, дозволивши таким чином успадкування за жіночим принципом (тодішня британська система). - на Закон про першородство з перевагою чоловічої статі, дозволивши таким чином успадкування за жіночим принципом (тодішня британська система). |
| Антуан (?–1427)                                              |         | 5 червня 1419     | 1427              | - Сини Реньє II, Жан, Амбруаз і Антуан, викупили Монако у Генуї і спільно правили ним до 1427 року. Після смерті Антуана Жан викупив своїх братів в обмін на владу над Ментоном і Рокбрюном. - Монако було окуповано Міланським герцогством під правлінням генуезця Бьяджіо Ассерето з 3 жовтня по листопад 1436 року.. - 20 листопада 1441 року Жан здобув суверенітет для Монако. - Заповіт Жана замінив Закон Саліки на Закон про першородство з перевагою чоловічої статі, дозволивши таким чином успадкування за жіночим принципом (тодішня британська система). - на Закон про першородство з перевагою чоловічої статі, дозволивши таким чином успадкування за жіночим принципом (тодішня британська система). |
| Каталан (?–1457)                                             |         | 8 травня 1454     | липинь 1457       | |
| Колодіна (прибл. 1451–1515)                                  |         | липинь 1457       | 16 березня 1458   | - Під регентством її бабусі по батьківській лінії Помелліни Фрегозо - Зреклася престолу на користь свого кузена Ламберто, за якого вийшла заміж у 1465 році. |
| Ламбер (прибл. 1420–1494)                                    |         | 16 березня 1458   | березень 1494     | |
| Жан II (1468–1505)                                           |         | березень 1494     | 11 жовтня 1505    | - Син Ламберто і Клодін - Вбитий своїм братом Люсьєном. |
| Люсьєн (1487–1523)                                           |         | 11 жовтня 1505    | 22 серпня 1523    | - Син Ламберто і Клодін - Вбив свого брата Жана II - Вбитий своїм племінником, Бартоломео Доріа з Дольчеакуа |
| Оноре І (1522–1581)                                          |         | 22 серпня 1523    | 7 жовтня 1581     | - Син Люсьєна - Під час свого неповноліття за часів регентства - Августин Грімальді, єпископ Грасса, 22 серпня 1523 — 14 квітня 1532 - Ніколас Грімальді, 14–23 квітня 1532 - Бланш Грімальді, баронеса де Туретт (співправителька), 14 квітня — 1 липня 1532 - Етьєн Грімальді, 23 квітня 1532 — 16 грудня 1540 |
| Карл ІІ (1555–1589)                                          |         | 7 жовтня 1581     | 17 травня 1589    | - Син Оноре I |
| Еркюль (1562–1604)                                           |         | 17 травня 1589    | 29 листопада 1604 | - Син Оноре I - Вбито |
| Оноре II (24.12.1597–10.01.1662)                             |         | 29 листопада 1604 | 10 січня1662      | - Син Ерколе - До 1616 року під регентством принца Франциска Ланді з Вальдетаре - Починаючи з 1612 року, Оноре II був першим монегаським правителем, який прийняв особистий стиль князя, на який правителі Монако Грімальді вже мали право через свої володіння в Італії. Монако було визнано суверенним князівством іспанським королем Філіпом IV у 1633 році та королем Франції Людовиком XIII у Пероннському договорі 1641 року. |
| Суверенні князі Монако                                       |         |                   |                   | |
| Луї I (25.07.1642–03.01.1701)                                |         | 10 січня 1662     | 2 січня 1701      | - Онук Оноре II |
| Антуан I (25.01.1661–20.01.1731)                             |         | 2 січня 1701      | 20 лютого 1731    | - Син Людовика I |
| Луїза-Іполіта (10.11.1697–29.12.1731)                        |         | 21 лютого 1731    | 29 грудня 1731    | - Дочка Антоніо I |
| Жак I (21.11.1689–23.04.1751)                                |         | 29 грудня 1731    | 7 листопада 1733  | - Чоловік Луїзи Іпполіт - Покинув країну 20 травня 1732 року, його шурин Антуан Грімальді виконував обов'язки регента. - Зрікся престолу 7 листопада 1733 року |
| Оноре III (10.11.1720–21.03.1795)                            |         | 7 листопада 1733  | 19 січня 1793     | - Син Жака I та Луїзи Іпполіт - До 28 листопада 1784 року під регентством свого дядька Антуана Грімальді |
| Французька окупація (19 січня 1793 — 17 травня 1814)         |         |                   |                   | |
| Національний конвент                                         |         | 19 січня 1793     | 24 лютого 1793    | Президенте: Хосе Баррієра |
| Анексована Францією                                          |         | 24 лютого 1793    | 17 травня 1814    | Керується: - Арман Луї де Гонто, Французький військовий комендант 24 лютого 1793 — 1 березня 1793 - Анрі Грегуар, Французький комісар після 1 березня 1793 - Грегуар Марі Жаго, французький комісар |
| Окупація союзників (17 травня — 17 червня 1814)              |         |                   |                   | |
| Оноре IV (17.05.1758–16.02.1819)                             |         | 30 травня 1814    | 16 лютого 1819    | - Син Оноре III - Титулярний князь з 21 березня 1795 року - Під регентством с - Джозеф Грімальді, його брат, 17–23 червня 1814 - Державна рада, 23 червня 1814 — 4 березня 1819 Члени: Луї Мілло-Терраццані, Горацій Претті де Сент-Амбруаз, Антуан Сігальді, Джозеф Рей, Оноре Альбіні. - Оноре Грімальді, Оноре Грімальді, його син, 3 березня 1815 — 16 лютого, |
| Оноре V (14.05.1778–2.10.1841)                               |         | 16 лютого 1819    | 2 жовтня 1841     | - Син Оноре IV - Регент свого батька з 3 березня 1815 року |
| Флорестан (10.10.1785–20.06.1856)                            |         | 2 жовтня 1841     | 20 червня 1856    | - Син Оноре IV |
| Карл III (8.12.1818–10.09.1889)                              |         | 20 червня 1856    | 10 вересня 1889   | - Син Флорестана |
| Альбер I (13.11.1848–26.06.1922)                             |         | 10 вересня 1889   | 26 червня 1922    | - Син Карла III |
| Луї II (12.07.1870–09.05.1949)                               |         | 26 червня 1922    | 9 травня 1949     | - Син Альберта І |
| Реньє III (31.05.1923–06.04.2005)                            |         | 9 травня 1949     | 6 квітня 2005     | - Онук Людовика II - З 31 березня по 6 квітня 2005 року під регентством свого сина, Альбера |
| Альбер II (нар. 14.03.1958)                                  |         | 6 квітня 2005     | Діючий            | - Син Реньє III - Регент свого батька з 31 березня по 6 квітня 2005 року |